# Imatra
Imatra – miasto i gmina w południowo-wschodniej Finlandii, w regionie Karelia Południowa, nad rzeką Vuoksi, w pobliżu południowo-wschodniego brzegu jeziora Saimaa i granicy z Rosją. Założone zostało w 1948 roku, w 1971 otrzymało prawa miejskie. Dziś zajmuje 191,28 km² powierzchni, z czego 36,29 km² stanowi woda. Zamieszkana przez 28 493 osoby (2011), co daje gęstość zaludnienia 183,8 os/km². Imatra znajduje się 7 km od leżącego po drugiej stronie granicy Swietogorska.
W mieście rozwinął się przemysł celulozowo-papierniczy, chemiczny, spożywczy oraz hutniczy. Największym pracodawcą w mieście jest Stora Enso.
W mieście znajduje się stacja kolejowa na linii Karjalan rata z Kouvoli do Joensuu. Najbliższym lotniskiem jest port lotniczy Lappeenranta. Przez Imatrę przebiega też droga krajowa nr 6 z Loviisy do Kajaani.

## Sport
- Imatran Ketterä – klub hokejowy

## Miasta partnerskie
- Ludvika, Salzgitter, Zwoleń, Tuhvinä, Szigetvár, Kitimat